# Catamblyrhynchus diadema
Tangará-felpudo ou felpudo (Catamblyrhynchus diadema) é uma espécie de ave da família Thraupidae. É a única espécie do género Catamblyrhynchus.
Pode ser encontrada nos seguintes países: Argentina, Bolívia, Colômbia, Equador, Peru e Venezuela.
Os seus habitats naturais são regiões subtropicais ou tropicais húmidas de alta altitude.